# Calcarisporiaceae
Calcarisporiaceae is een monotypische familie uit de orde Halosphaeriales van de ascomyceten. Het typegeslacht is Calcarisporium hetgeen ook het enige geslacht is.